# 4713 Steel
4713 Steel è un asteroide della fascia principale. Scoperto nel 1989, presenta un'orbita caratterizzata da un semiasse maggiore pari a 1,9262648 UA e da un'eccentricità di 0,0737422, inclinata di 22,67071° rispetto all'eclittica.
Dal 30 marzo al 28 aprile 1991, quando 4751 Alicemanning ricevette la denominazione ufficiale, è stato l'asteroide denominato con il più alto numero ordinale. Prima della sua denominazione, il primato era di 4673 Bortle.
L'asteroide è dedicato all'astronomo britannico Duncan Steel.